# Halegubbi, Gubbi
Halegubbi là một làng thuộc tehsil Gubbi, huyện Tumkur, bang Karnataka, Ấn Độ.